# 熱利亞瓦山

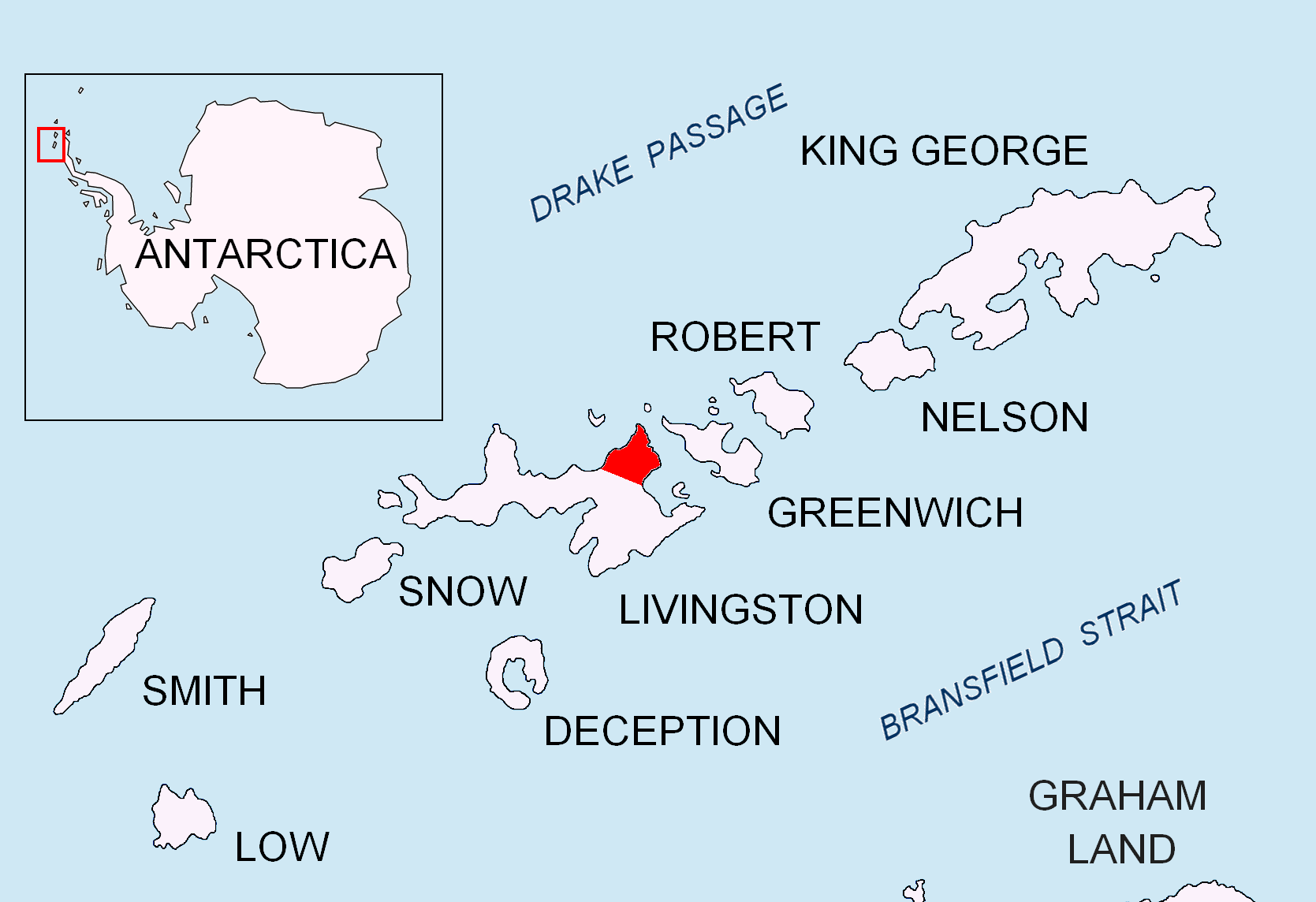

熱利亞瓦山是南極洲的山峰，位於南設得蘭群島中利文斯頓島的瓦爾納半島，屬於維丁高地的一部分，海拔高度237米，該山峰以保加利亞西部的鄉鎮命名。

## 外部連結
1. ↑  Zhelyava Hill. SCAR Composite Antarctic Gazetteer.